# Karol Klopfer
Karol Klopfer (9 grudnia 1859 w Warszawie, zm. 22 czerwca 1937 tamże) – polski malarz i dekorator teatralny.

## Życiorys
Urodził się w Warszawie 9 grudnia 1859 w rodzinie Juliusza i Matyldy z Bischoffów. Miał brata Fryderyka, który również zajmował się sztuką malarską. Uczył się w warszawskiej Klasie Rysunkowej u Wojciecha Gersona i Aleksandra Kamińskiego. Pracował w dekoratorni Warszawskich Teatrów Rządowych pod kierunkiem Adama Malinowskiego. W 1888 wyjechał do Wiednia i uzupełnił swoją wiedzę u dekoratora teatru dworskiego Hermana Burgharta. 
Po powrocie do Warszawy wspólnie z J.Guranowskim kierował do 1905 pracownią dekoratorską Teatrów Rządowych. Następnie zajął się pracą pedagogiczną i pracował jako nauczyciel rysunków w warszawskich szkołach.

## Dekoracje teatralne
- Halka (1890),
- Rycerskość wieśniacza (1891),
- Willida (1893),
- Hrabina (1898),
- Jezioro łabędzie,
- Królowa Bajki,
- Tanhäusera (1901).

Tworzył również obrazy i wystawiał je w Zachęcie, Salonie Krywulta i Salonie Artystycznym. Wystawiał swoje prace na wystawach w Monachium w 1892 oraz na Wystawie Światowej w 1900 w Paryżu.
Karol Klopfer posiadał zbiory teatraliów. Muzeum Narodowe w Warszawie otrzymało od niego projekty dekoracji wykonanych przez jego poprzedników: J.H.Głowackiego, Michała Grońskiego i Adama Malinowskiego.
Zmarł w Warszawie 22 czerwca 1937 i pochowany został na cmentarzu ewangelicko-augsburskim.